# Хозяин дома
«Хозяин дома» (англ. The Householder, хинди Gharbar) — первый игровой кинофильм режиссёра Джеймса Айвори, вышедший на экраны в 1963 году. Экранизация одноимённого романа Рут Правер Джабвалы, снятая по её собственному сценарию. На этапе монтажа в работе над фильмом принял участие крупнейший индийский режиссёр Сатьяджит Рай.

## Сюжет
Фильм рассказывает о молодой паре, чей брак был устроен родителями, так что теперь им приходится привыкать к совместной жизни. Прем Сагар — молодой преподаватель колледжа, которому приходится мириться не только с отсутствием дисциплины в классе, но и с совершенно чужим человеком у себя дома. К тому же маленькая зарплата является для него источником постоянного беспокойства и мыслей о том, как свести концы с концами. Его жена Инду, со своей стороны, расстроена тем, что не может угодить мужу, который сравнивает её подходы к ведению хозяйства с родительским домом и приходит к неутешительным для неё выводам. Лишь постепенно их отношения начинают налаживаться, однако появление в доме матери Према вносит в их жизнь новый разлад.

## В ролях
- Шаши Капур — Прем Сагар
- Лила Найду — Инду, жена Према
- Дурга Хоте — мать Према
- Ачала Сачдев — госпожа Сайгал
- Хариндранат Чаттопадхьяй — господин Чадда
- Пахари Саньял — свами
- Ромеш Тапар — господин Ханна, директор колледжа
- Уолтер Вулф Кинг — профессор
- Пэтси Дэнс — Китти
- Инду Леле — госпожа Ханна
- Прайяг Радж — Радж
- Пинчу Капур — господин Сайгал
- Эрнест Кастальдо — Эрнест, американец